# Grand Prix de Tennis de Lyon 2004
Il Grand Prix de Tennis de Lyon 2004 è stato un torneo di tennis giocato sul cemento indoor.  
È stata la 18ª edizione del Grand Prix de Tennis de Lyon, 
che fa parte della categoria International Series nell'ambito dell'ATP Tour 2004.
Il torneo si è giocato al Palais des Sports de Gerland di Lione in Francia, dal 4 all'11 ottobre 2004.

## Campioni

### Singolare
Robin Söderling ha battuto in finale  Xavier Malisse con il punteggio di 6–2, 3–6, 6–4.

### Doppio
Jonathan Erlich /  Andy Ram hanno battuto in finale  Jonas Björkman /  Radek Štěpánek con il punteggio di 7–6(2), 6–2.